# Pro Bowl Games 2023
Die Pro Bowl Games 2023 waren das All-Star-Event der National Football League (NFL) in der Saison 2022. Ab dieser Saison wurde das traditionelle Tackle-Football-Spiel durch Flag Football ersetzt, zudem wurden diverse Minispiele veranstaltet, deren Ergebnisse sich auf den Endpunktestand auswirkten. Das finale Flag-Football-Spiel wurde am 5. Februar 2023, eine Woche vor dem Super Bowl LVII, im Allegiant Stadium in Paradise, Nevada, ausgetragen.

## AFC-Kader

### Offense
| Position         | Starter                                                      | Ersatz                                                   | Alternative                                                                                 |
| ---------------- | ------------------------------------------------------------ | -------------------------------------------------------- | ------------------------------------------------------------------------------------------- |
| Quarterback      | 15 Patrick Mahomes, Kansas City c                            | 17 Josh Allen, Buffalo b 09 Joe Burrow, Cincinnati b     | 02 Tyler Huntley, Baltimore a 16 Trevor Lawrence, Jacksonville a 04 Derek Carr, Las Vegas a |
| Runningback      | 24 Nick Chubb, Cleveland                                     | 28 Josh Jacobs, Las Vegas 22 Derrick Henry, Tennessee    |                                                                                             |
| Fullback         | 42 Patrick Ricard, Baltimore                                 |                                                          |                                                                                             |
| Wide Receiver    | 10 Tyreek Hill, Miami 14 Stefon Diggs, Buffalo               | 01 Ja’Marr Chase, Cincinnati 17 Davante Adams, Las Vegas |                                                                                             |
| Tight End        | 87 Travis Kelce, Kansas City c                               | 89 Mark Andrews, Baltimore                               | 88 Dawson Knox, Buffalo a                                                                   |
| Offensive Tackle | 78 Laremy Tunsil, Houston 72 Terron Armstead, Miami          | 57 Orlando Brown Jr., Kansas City c                      | 73 Dion Dawkins, Buffalo a                                                                  |
| Offensive Guard  | 56 Quenton Nelson, Indianapolis b 75 Joel Bitonio, Cleveland | 62 Joe Thuney, Kansas City c                             | 76 Rodger Saffold, Buffalo a 77 Wyatt Teller, Cleveland                                     |
| Center           | 52 Creed Humphrey, Kansas City c                             | 60 Mitch Morse, Buffalo                                  | 60 Ben Jones, Tennessee a                                                                   |

### Defense
| Position           | Starter                                                     | Reserve                                               | Alternative                                       |
| ------------------ | ----------------------------------------------------------- | ----------------------------------------------------- | ------------------------------------------------- |
| Defensive End      | 95 Myles Garrett, Cleveland 98 Maxx Crosby, Las Vegas       | 91 Trey Hendrickson, Cincinnati                       |                                                   |
| Defensive Tackle   | 95 Chris Jones, Kansas City c 95 Quinnen Williams, NY Jets  | 98 Jeffery Simmons, Tennessee                         | 97 Cameron Heyward, Pittsburgh a                  |
| Outside Linebacker | 09 Matthew Judon, New England 52 Khalil Mack, LA Chargers b | 90 T. J. Watt, Pittsburgh b                           | 58 Matt Milano, Buffalo a 02 Bradley Chubb, Miami |
| Inside Linebacker  | 18 Roquan Smith, Baltimore                                  | 57 C. J. Mosley, NY Jets                              |                                                   |
| Cornerback         | 01 Sauce Gardner, NY Jets 02 Patrick Surtain II, Denver     | 44 Marlon Humphrey, Baltimore 25 Xavien Howard, Miami |                                                   |
| Free Safety        | 39 Minkah Fitzpatrick, Pittsburgh                           |                                                       |                                                   |
| Strong Safety      | 03 Derwin James, LA Chargers                                | 21 Jordan Poyer, Buffalo                              |                                                   |

### Special Teams
| Position          | Starter                          | Alternative                    |
| ----------------- | -------------------------------- | ------------------------------ |
| Punter            | 05 Tommy Townsend, Kansas City c | 06 A. J. Cole III, Las Vegas a |
| Kicker            | 09 Justin Tucker, Baltimore      |                                |
| Return Specialist | 13 Devin Duvernay, Baltimore b   | 39 Jamal Agnew, Jacksonville a |
| Special Teamer    | 34 Justin Hardee, NY Jets        |                                |
| Long Snapper      | 46 Morgan Cox, Tennessee         |                                |

## NFC-Kader

### Offense
| Position         | Starter                                                          | Ersatz                                                     | Alternative                                                         |
| ---------------- | ---------------------------------------------------------------- | ---------------------------------------------------------- | ------------------------------------------------------------------- |
| Quarterback      | 01 Jalen Hurts, Philadelphia c                                   | 07 Geno Smith, Seattle 08 Kirk Cousins, Minnesota          | 16 Jared Goff, Detroit a                                            |
| Runningback      | 26 Saquon Barkley, NY Giants                                     | 20 Tony Pollard, Dallas b 26 Miles Sanders, Philadelphia c | 04 Dalvin Cook, Minnesota a 23 Christian McCaffrey, San Francisco a |
| Fullback         | 44 Kyle Juszczyk, San Francisco                                  |                                                            |                                                                     |
| Wide Receiver    | 18 Justin Jefferson, Minnesota 11 A. J. Brown, Philadelphia c    | 88 CeeDee Lamb, Dallas 17 Terry McLaurin, Washington       | 14 Amon-Ra St. Brown, Detroit a                                     |
| Tight End        | 85 George Kittle, San Francisco                                  | 87 T. J. Hockenson, Minnesota                              |                                                                     |
| Offensive Tackle | 71 Trent Williams, San Francisco 65 Lane Johnson, Philadelphia c | 78 Tristan Wirfs, Tampa Bay                                | 58 Penei Sewell, Detroit a                                          |
| Offensive Guard  | 70 Zack Martin, Dallas 69 Landon Dickerson, Philadelphia c       | 63 Chris Lindstrom, Atlanta                                | 74 Elgton Jenkins, Green Bay a                                      |
| Center           | 62 Jason Kelce, Philadelphia c                                   | 77 Frank Ragnow, Detroit                                   | 63 Tyler Biadasz, Dallas a                                          |

### Defense
| Position           | Starter                                                  | Ersatz                                                | Alternative                     |
| ------------------ | -------------------------------------------------------- | ----------------------------------------------------- | ------------------------------- |
| Defensive End      | 97 Nick Bosa, San Francisco 53 Brian Burns, Carolina     | 90 DeMarcus Lawrence, Dallas                          |                                 |
| Defensive Tackle   | 99 Aaron Donald, LA Rams b 93 Jonathan Allen, Washington | 97 Dexter Lawrence, NY Giants                         | 94 Daron Payne, Washington a    |
| Outside Linebacker | 11 Micah Parsons, Dallas 55 Za’Darius Smith, Minnesota   | 07 Haason Reddick, Philadelphia c                     | 99 Danielle Hunter, Minnesota a |
| Inside Linebacker  | 54 Fred Warner, San Francisco                            | 56 Demario Davis, New Orleans                         |                                 |
| Cornerback         | 02 Darius Slay, Philadelphia c 27 Tariq Woolen, Seattle  | 07 Trevon Diggs, Dallas 23 Jaire Alexander, Green Bay | 05 Jalen Ramsey, LA Rams a      |
| Free Safety        | 06 Quandre Diggs, Seattle                                |                                                       |                                 |
| Strong Safety      | 03 Budda Baker, Arizona                                  | 29 Talanoa Hufanga, San Francisco                     |                                 |

### Special Teams
| Position          | Starter                      | Ersatz |
| ----------------- | ---------------------------- | ------ |
| Punter            | 5 Tress Way, Washington      |        |
| Kicker            | 5 Jason Myers, Seattle       |        |
| Return Specialist | 9 KaVontae Turpin, Dallas    |        |
| Special Teamer    | 39 Jeremy Reaves, Washington |        |
| Long Snapper      | 42 Andrew DePaola, Minnesota |        |

a Ersatzwahl aufgrund eines nicht teilnehmenden Spielers
b Gewählt, aber keine Teilnahme wegen Verletzung oder anderen Gründen
c Gewählt, aber keine Teilnahme, da Spieler im Super Bowl LVII

## Events und Ergebnisse
Es wurden insgesamt neun Minispiele und drei Flag-Football-Spiele veranstaltet. Bei jedem Minispiel erhielt die siegreiche Conference drei Punkte, für die ersten beiden Flag-Football-Spiele erhielt der Sieger je sechs Punkte. Vor dem letzten Flag-Football-Spiel wurden die vorher erzielten Punkte addierte und anschließend mit dem Ergebnis des Spiels verrechnet. Daraus ergab sich der Endpunktestand der Pro Bowl Games.
Die Flag-Football-Spiele hatten jeweils eine Spielzeit von 10 Minuten pro Halbzeit und wurden auf einem 50 Yards langen Feld inklusive Endzonen gespielt. Jeder Drive begann an der eigenen 5-Yard-Linie und wurde bei erreichen der Mittellinie (Line to Gain) um vier Spielzugversuche verlängert. Für das Erreichen der gegnerischen Endzone wurden 6 Punkte vergeben, sowie 1 Extrapunkt, wenn dies von der 3-Yard-Linie geschah bzw. 3 Extrapunkte von der 10-Yard-Linie.

### Donnerstag

#### Precision Passing
Dieses Spiel ist ausschließlich für die Quarterbacks beider Mannschaften. Innerhalb einer Minute müssen sie so viele Ziele wie möglich getroffen werden, für die es entsprechende Punkte gibt.
Derek Carr gewann das Event für die AFC mit 31 erzielten Punkten.
AFC 3 – NFC 0

#### Lightning Round
Das Spiel bestand aus drei Runden. In der ersten mussten die Teams Wasserbomben werfen und unversehrt fangen, schaffte man dies, erreichte man die zweite Runde. In dieser ging es um präzises punten. In der letzten Runde mussten ein Ziel getroffen werden, das einen Eimer voll Konfetti auf den gegnerischen Head Coach regnen ließ.
Die AFC gewann das Event in der letzten Runde.
AFC 6 – NFC 0

#### Longest Drive
Je vier Spieler pro Mannschaft versuchen einen Golfball von einem Abschlag aus so wie weit möglich zu schlagen. Dabei hat jeder Spieler drei Schläge.
Das Event wurde voraufgezeichnet ausgestrahlt und fand auf dem Bear’s Best Golf Course in Las Vegas, Nevada.
Jordan Poyer gewann das Event für die AFC mit einem 292,608 Meter langen Abschlag.
AFC 9 – NFC 0

#### Dodgeball
Bei diesem Event handelte es sich um ein Dodgeballturnier mit vier Teams zu je fünf Spieler. Bei den Teams handelte es sich um die zwei Offenses und die zwei Defenses.
Die NFC gewann das Event nachdem ihre Offense die Defense der AFC in der letzten Runde besiegte.
AFC 9 – NFC 3

### Sonntag

#### 1. Flag-Football-Spiel
Die NFC gewann das Spiel mit einem Ergebnis von 33:27.
| Team | 1. HZ | 2. HZ | Gesamt |
| ---- | ----- | ----- | ------ |
| AFC  | 20    | 07    | 27     |
| NFC  | 20    | 13    | 33     |

AFC 9 – NFC 9

#### Kick Tac Toe
Dieses Event war ausschließlich für die Kicker, Punter und Long Snapper. Hierbei wurde ein Field Goal zu einem vertikalen Tic-Tac-Toe-Spielfeld umfunktioniert und mit Schüssen nach den gängigen Tic-Tac-Toe-Regeln bespielt.
Das Event wurde am Donnerstag voraufgezeichnet und fand am Intermountain Healthcare Center statt.
Die AFC gewann das Event.
AFC 12 – NFC 9

#### Gridiron Gauntlet
Hierbei handelte es sich um eine Art Staffellauf, bei dem je sechs Spieler antraten und beispielsweise die Geschwindigkeit, Stärke und Beweglichkeit unter Beweis gestellt wurde.
Die NFC gewann das Event.
AFC 12 – NFC 12

#### 2. Flag-Football-Spiel
Die AFC gewann das Spiel mit 18:13.
| Team | 1. HZ | 2. HZ | Gesamt |
| ---- | ----- | ----- | ------ |
| AFC  | 12    | 6     | 18     |
| NFC  | 06    | 7     | 13     |

AFC 18 – NFC 12

#### Move The Chains
Bei diesem traten je fünf Spieler pro Team in drei Runden gegeneinander an. Es musste eine mit Gewichten beschwerte Wand 10 Yards weit gezogen werde.
Die AFC gewann das Event nach Siegen in der ersten und dritten Runde.
AFC 21 – NFC 12

#### Best Catch
Hierbei traten zwei Wide Receiver gegeneinander an, die vorher in einer Fan-Abstimmung bestimmt wurden. Im Event bewertete eine Jury aus Prominenten die Fänge nach einem Punktesystem.
Amon-Ra St. Brown gewann das Event für die NFC gegen Stefon Diggs mit insgesamt 177.0 zu 145.4 Punkten. In der Fan-Abstimmung setzte sich St. Brown gegen Justin Jefferson und Diggs gegen Patrick Surtain II durch.
| Spieler           | 1. Runde | 2. Runde | Gesamt |
| ----------------- | -------- | -------- | ------ |
| Stefon Diggs      | 74,7     | 70,7     | 145,4  |
| Amon-Ra St. Brown | 85,0     | 92,0     | 177,0  |

AFC 21 – NFC 15

#### 3. Flag-Football-Spiel
| Team | Vorrunden | 1. HZ | 2. HZ | Gesamt |
| ---- | --------- | ----- | ----- | ------ |
| AFC  | 21        | 06    | 6     | 33     |
| NFC  | 15        | 13    | 7     | 35     |